# Эстрыбпром
Эсто́нское произво́дственное объедине́ние ры́бной промы́шленности «Эстрыбпром» (эст. Eesti Kalatööstuse Tootmiskoondis, Tootmiskoondis "Estrõbprom") — крупнейшее предприятие рыбной промышленности Эстонской ССР.

## История предприятия

### В Советской Эстонии
Объединение было создано 8 июля 1970 года на основе подведомственных Эстонскому производственному управлению рыбной промышленности предприятий: Таллинской базы тралового флота, Таллинской базы рефрижераторного флота, Таллинского морского рыбного порта и других предприятий. До 1976 года носило название Эстонское рыбопромышленное производственное объединение «Океан» (ЭРПО «Океан»). Адрес головной конторы: улица Пальяссааре 28, Таллин. 

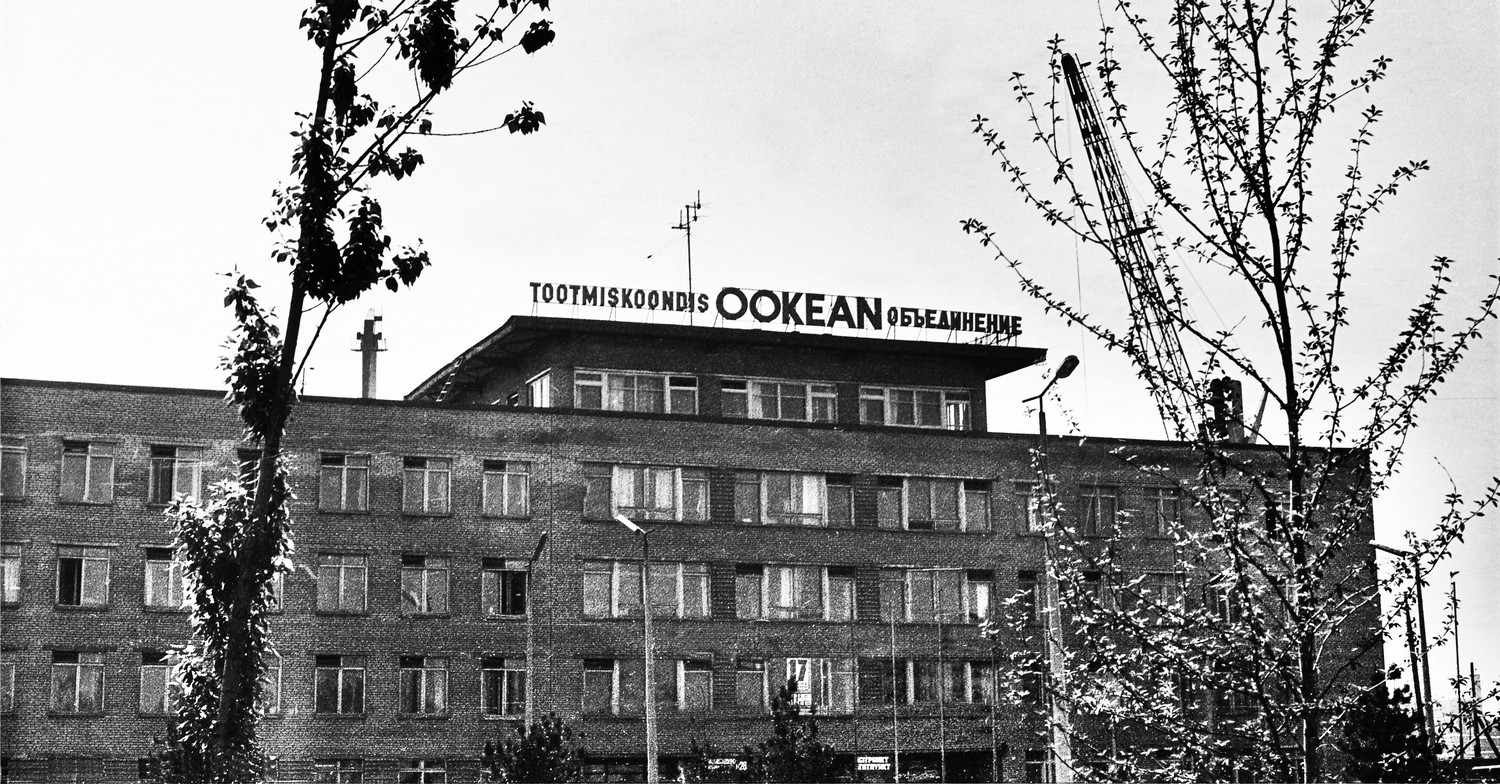
Административное здание ЭРПО «Океан», 1973 год

Занималось добычей и обработкой рыбы. Было подведомственно Всесоюзному промышленному объединению Западного бассейна Министерства рыбного хозяйства СССР.
На момент образования производственные фонды объединения оценивались в 162,62 млн рублей, бо́льшую часть которых составляли плавсредства (150,67 млн рублей). Флот предприятия включал 22 БМРТ, один морозильный траулер, 14  СРТР, 34 СРТ, 3 плавбазы, 10 производственных рефрижераторов, 5 рыбных рефрижераторов, 6 транспортных рефрижераторов.
К 1980 году объединение владело ещё более крупным флотом современных рыбопромысловых, рыбообрабатывающих, базовых и транспортных судов, куда, в частности, входили:

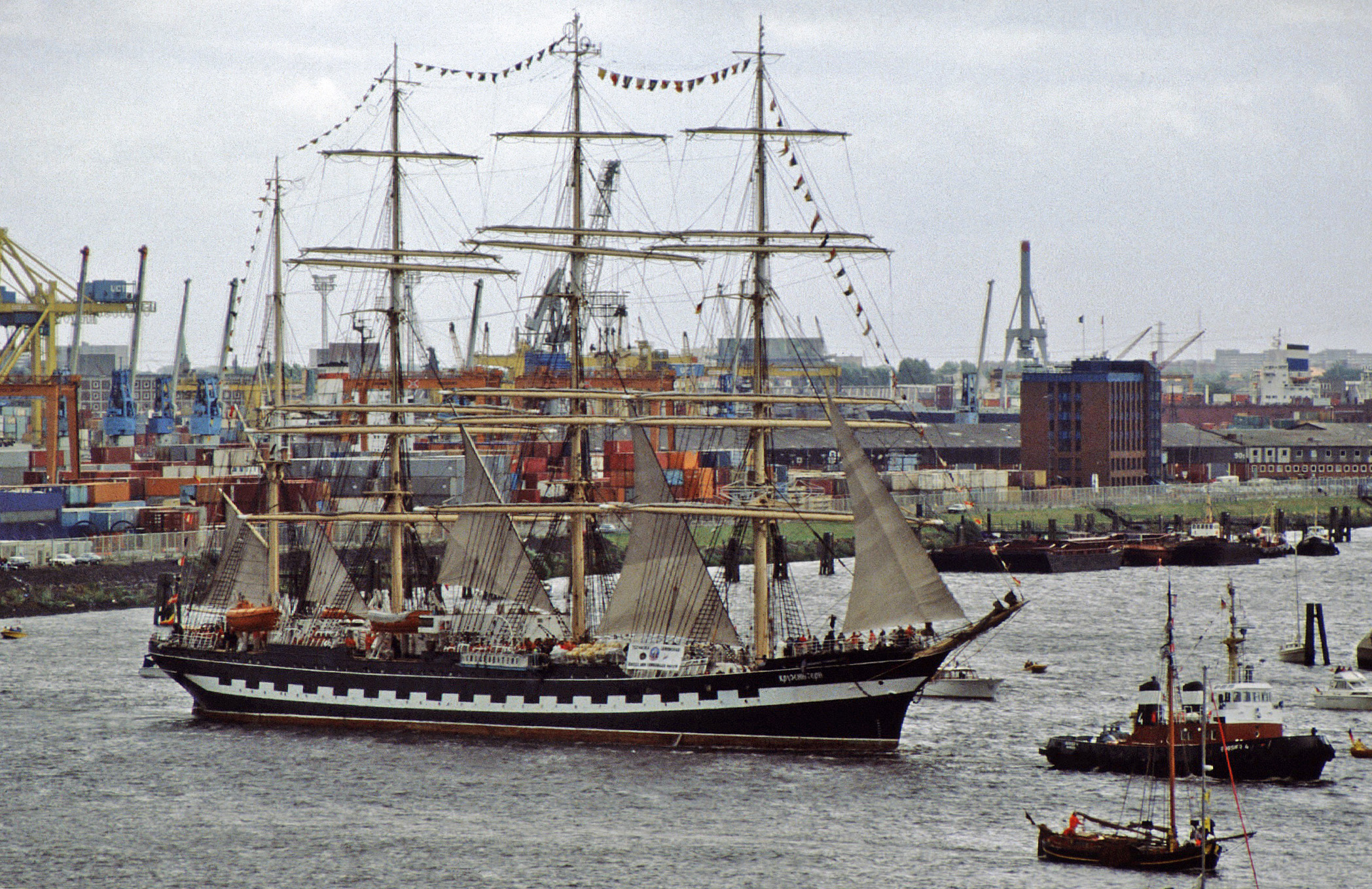
«Крузенштерн» в порту Гамбурга, 1989 год

- плавбазы «Фридерик Шопен», «Станислав Монюшко»* (14 400 брт каждая[2]), «Рыбак Балтики»,
- рефрижераторные транспортные суда «Ботнический залив» и «Нарвский залив» (12 900 брт каждое[2]),
- супертраулеры типа «Прометей»,
- траулеры типа «Атлантик» (в т. ч. «Юхан Смуул»),
- траулеры типа «Кронштадт» («Мыс Челюскин», «Мыс Арктический»),
- траулеры типа «Лучегорск» («Рудольф Вакман», «Отто Рястас», «Иван Грен») и др.,
- морской порт,
- судоремонтный завод,
- цех орудий лова,
- холодильный цех,
- автобаза.

Подготовку рабочих кадров для объединения осуществляли Таллинское мореходное училище рыбной промышленности и Пярнуский учебный комбинат. C 1983 года и до 25 марта 1991 года одним из учебных судов «Эстрыбпрома» был знаменитый барк «Крузенштерн».
В 1978 году объединением было произведено рыбопродуктов и рыбной муки на 191,5 млн рублей. «Эстрыбпром» давал около 90 % добываемой и перерабатываемой эстонскими предприятиями океанической рыбы.
Численность персонала объединения по состоянию на 1 января 1979 года составляла 8642 человека.
В объединении работал Герой Социалистического Труда капитан-директор Ф. М. Тамм. Директорами судоремонтного завода в разные годы были Мартын Макарович Гревцев, Владимир Исаакович Дубнов и Анатолий Иванович Бабаков. Цехом орудий лова несколько десятилетий руководил заслуженный работник промышленности Эстонской ССР (1980) Альберт Михайлович Лаас.
Генеральный директор объединения с 1979 года — Хуго Майде (Hugo Maide).
Удельный вес «Эстрыбпрома» в рыболовстве Западного бассейна в разные годы составлял около 15 %. В середине 1970-х годов объединение давало свыше 11 % валовой продукции Таллина.

#### Социальные объекты предприятия
На собственные средства и на паях с другими организациями объединение «Эстрыбпром» в 1970–1980-е годы построило санаторий им. Куйбышева в Ялте, поликлинику и больницу в Таллине (Больница моряков — эст. Meremeeste haigla), три общежития с гостиницей «Океан» в Копли. Работники предприятия получили более 500 квартир в различных районах Таллина, а в Мустамяэ для них был построен 9-этажный жилой дом.

### В независимой Эстонии
В процессе выхода Эстонии из состава СССР на базе ПО «Эстрыбпром» в 1990 году было создано арендное объединение «Эстрыбпром», в 1993 году — государственное акционерное общество RAS «Ookean». В 2003 году оно было ликвидировано. И если ещё в 1992 году эстонскими рыболовецкими предприятиями было выловлено 90 904 тонн океанической рыбы, то в 2019 году — только 17 835 тонн (на 80 % меньше).